# Lijst van burgemeesters van Onderbanken
Dit is een lijst van burgemeesters van de voormalige Nederlandse gemeente Onderbanken in de provincie Limburg sinds de stichting in 1982 tot opname in de gemeente Beekdaelen.
| Ambtsperiode                       | Naam burgemeester      | Partij of stroming | Bijzonderheden |
| ---------------------------------- | ---------------------- | ------------------ | --- |
| 1982 - 1992                        | Vincent Ritzer         | D66                | |
| 1992 - 1993                        | M.G.P. Houben          | CDA                | waarnemend, eerder burgemeester van Thorn en Melick en Herkenbosh                                                 |
| 16 februari 1993 - 1 december 2005 | Hub Meijers            | PvdA               | trad één dag voor kapbeslissing af, naar eigen zeggen omdat hij tegen het systeem van de gekozen burgemeester was |
| 2 december 2005 - 1 mei 2006       | Jos Zuidgeest          | PvdA               | waarnemend |
| 1 mei 2006 - 1 maart 2015          | Mirjam Clermonts-Aretz | VVD                | |
| 1 maart 2015 - 31 december 2018    | Odile Wolfs            | PvdA               | waarnemend |